# 대한극장

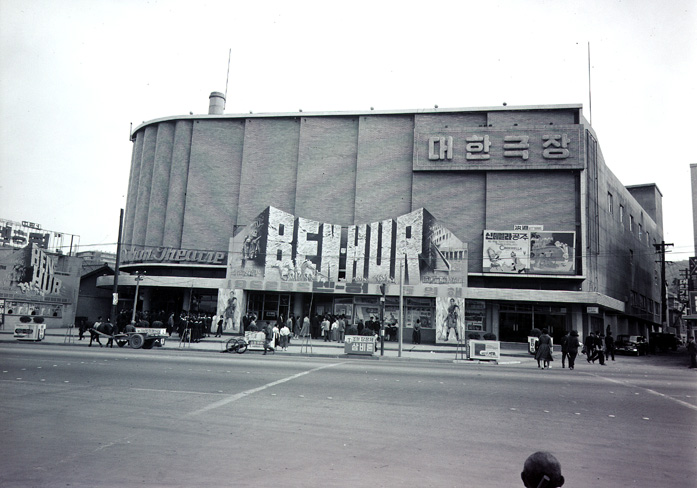
1962년의 대한극장

대한극장(大韓劇場)은 대한민국의 영화관으로, 서울특별시 중구 충무로에 위치하고 있다.

## 역사
1958년 개관하였다. 영화관의 설계는 20세기 폭스가 담당하였다. 2000년 5월 21일, 멀티플렉스 설치를 위해 잠시 폐관하였으며, 2001년 12월 15일에 재개관하였다. 2024년 9월 30일 폐관되었다.